# Os Demónios de Alcácer Quibir
Os Demónios de Alcácer Quibir (1976) é um filme português de longa-metragem de José Fonseca e Costa que, na linha do cinema militante, se embrenha na ficção, misturando situações verosímeis com fantasia histórica.
Estreia em Lisboa, no cinema Quarteto, a 9 de Abril de 1977.

## Ficha sumária
- Argumento – José Fonseca e Costa com Augusto Sobral
- Produção: –  Tobis Portuguesa com o Centro Português de Cinema
- Actores principais – António Beringela. Ana Zanatti,  Sérgio Godinho, Luís Barradas
- Música – Hector Berlioz (Un bal)
- Canções – Sérgio Godinho
- Formato – 35 mm cor
- Género – ficção (drama – filme militante)
- Duração – 87’
- Distribuição – Animatógrafo (António da Cunha Teles)
- Ante-estreia – Festival de Cannes, (Quinzaine des réalisateurs), 1976
- Estreia – cinema Quarteto, em Lisboa, a 9 de Abril de 1977

## Sinopse
A uma greve de operários agrícolas no Alentejo,  a polícia associa elementos de um grupo de teatro ambulante. A acção decorre no espaço aberto e agreste da charneca. Com a conivência de Lianor, a trupe penetra no palácio de D. Gonçalo, velho aristocrata. O fidalgo vive obcecado por visões de grandes feitos passados, num universo de fantasmas.
Acabam os malteses por descobrir o seu tesouro: uma caixa cheia de carabinas e munições. Durante a carga policial que se segue, enfrentam os agentes de armas na mão. Nos horizontes, só a negra África se avista.

## Enquadramento histórico
Os Demónios de Alcácer Quibir é a primeira ficção do cinema militante português em tempos de liberdade, depois do censurado Nojo aos Cães de António de Macedo, feito cinco anos antes, durante a época do fascismo. Sendo ambas obras típicas do novo cinema, este filme de Fonseca e Costa explora o universo visionário que a Revolução dos Cravos deixa entrever, pondo em foco a pertinente contradição entre as realidades de um período de mudanças profundas e a utopia que a revolução de cariz socialista perde de vista. A contradição é perturbadora e provoca sombrias expectativas, que os indicadores históricos não iluminam.
O olhar com que os cineastas progressistas portugueses dessa década (e praticamente todos o são) olham o futuro torna-se opaco. Desiludidos com o caminho que as coisas tomam, volvido o tempo de esperança, tentam interpretar as realidades do seu país de um ponto de vista que não é suficientemente elevado para criar o distanciamento certo. Aquilo que avistam não é nítido. Surgem, nesse contexto, obras intricadas, voltadas para dentro, assombras pelo passado. Todas as ficções militantes da década sofrem desse "mal": as de Eduardo Geada, as de Luís Galvão Teles. Verde por Fora, Vermelho por Dentro, será porventura a única (a mais mal tratada pela intelisenzia reinante) que, pondo pé fora da intriga classista, empolando a adivinha, forçando a caricatura, conseguirá sair vacinada, livrando-se do mal.

## Ficha artística
- António Beringela – Beringela
- Ana Zanatti – Lianor
- Sérgio Godinho – Camolas
- Luís Barradas – soldado mudo
- João Semedo – D. Gonçalo
- Zita Duarte – Joana
- Artur Semedo – capitão
- Carlos José Teixeira – latifundiário
- Pedro Efe – operário grevista
- Osvaldo Medeiros – mordomo
- Fernando Gusmão
- Fernando Loureiro
- Maria Alice Vergueiro
- Beatriz de Almeida
- Rogério Vieira
- Carlos César
- Tony Morgon
- Vítor Carvalho
- José Severino
- Ana Flora
- João Dionísio
- José Figueiredo
- João Carlos Gorjão
- João Pedro Fonseca Costa
- Carlos Sequeira
- Cármen Gonzalez

## Ficha técnica
- Argumento – José Fonseca e Costa com Augusto Sobral
- Realizador: – José Fonseca e Costa
- Produção: –  Tobis Portuguesa com o Centro Português de Cinema
- Produtor executivo – Artur Semedo
- Directores de produção – Paulo de Morais e Henrique Espírito Santo (pósprodução)
- Exteriores: Alentejo
- Rodagem – Julho / Agosto 75
- Assistentes de realização – Jorge Marecos Duarte, Jorge Moctezuma, José Torres
- Fotografia – António Escudeiro
- Decoração – Madalena Pinto Coelho, Fernando Pinto Coelho e Jasmim de Matos
- Figurinos – Jasmim de Matos
- Caracterização – Luís de Matos
- Anotadora – Teresa Vaz da Silva
- Director de som – João Carlos Gorjão
- Sonoplastia e misturas – Luís Castro
- Música – Hector Berlioz (Un bal)
- Canções – Sérgio Godinho
- Montagem – José Fonseca e Costa
- Assistentes de montagem – Teresa Vaz da Silva e João Carlos Gorjão
- Laboratório de imagem – Tobis Portuguesa
- Laboratórios de som – Valentim de Carvalho e J.M. San Mateo (Madrid)
- Formato – 35 mm cor
- Género – ficção (drama – filme militante)
- Duração – 87’
- Distribuição – Animatógrafo (António da Cunha Teles)
- Ante-estreia – Festival de Cannes, (quinzaine des réalisateurs), 1976
- Estreia – cinema Quarteto, em Lisboa, a 9 de Abril de 1977